# فيليب بتروف
فيليب بتروف (23 فبراير 1989 بإسكوبية في جمهورية مقدونيا - ) هو مدرب كرة قدم ولاعب كرة قدم مقدوني في مركز الهجوم. شارك مع منتخب جمهورية مقدونيا تحت 17 سنة لكرة القدم ومنتخب جمهورية مقدونيا تحت 19 سنة لكرة القدم ومنتخب مقدونيا تحت 21 سنة لكرة القدم. أما مع النوادي، فقد لعب مع نادي فاردار وFK Javor Ivanjica ‏ ونادي تتكس.

## وصلات خارجية
- فيليب بتروف على موقع الاتحاد الأوربي (الإنجليزية)
- فيليب بتروف على موقع قاعدة بيانات كرة القدم.إي يو (الإنجليزية)
- فيليب بتروف على موقع Soccerway.com (الإنجليزية)